# Guilty Pleasures II
『Guilty Pleasures II』（ギルティ・プレジャース・ツー）は、スコット・マーフィーのアルバムである。

## 概要
元アリスターのスコット・マーフィーによるカバー・アルバム。『Guilty Pleasures』の続編で、さらにこのアルバムの続編として『Guilty Pleasures 3』がある。

## 収録曲
1. ドラえもんのうた
  - 原曲は「ドラえもんのうた」。アニメ版のものと同じく、1番しか歌われていない。
2. Jupiter
  - 原曲は平原綾香の「Jupiter」。
3. I Will Always Love You
  - 原曲はホイットニー・ヒューストンの「I Will Always Love You」。
4. 乾杯
  - 原曲は長渕剛の「乾杯」。
5. Swallowtail Butterfly 〜あいのうた〜
  - 原曲はYEN TOWN BANDの「Swallowtail Butterfly 〜あいのうた〜」。英訳された英語バージョン。
6. Voyage
  - 原曲は浜崎あゆみの「Voyage」。
7. HONESTY
  - 原曲はビリー・ジョエルの「オネスティ」。
8. 涙そうそう
  - 原曲はBEGINの「涙そうそう」。